# 藪内英喜
藪内 英喜（やぶうち えいき）は、日本の男性声優、劇作家、演出家。
代表作には『ドン・チャック物語』（ラッパ）、『グロイザーX』（ゲルドン帝王）がある。

## 人物
ナック製作のアニメにおいて悪役の声優として活躍した。
1990年代には、かつて存在した小さな劇団、らくだモータースにて劇作家・演出家を務めていた。現在はすでに引退しているようで消息は不明である。

## 出演作品

### テレビアニメ
1974年
- ダメおやじ（ロクベエ）

1975年
- ドン・チャック物語（ラッパ）

1976年
- 新ドン・チャック物語（ラッパ）
- グロイザーX（ゲルドン帝王）

## 作・演出作品
- 春よこい ―節子さんの幸せさがし―（1993年9月）
- あなたのブルース（1994年3月）
- 僕らはみんな生きている（1994年9月）
- 風の通りみち（1995年8月）